# Ariovisto
Ariovisto (latino Ariovistus; fl. I secolo) è stato un condottiero suebo.
Fu a capo di una coalizione di popoli germanici che invase la Gallia nel I secolo a.C. e che fu sconfitta da Gaio Giulio Cesare nel 58 a.C. ai piedi dei Vosgi. La guerra scoppiò non appena questi oltrepassò con il suo esercito il Reno accorrendo in aiuto dei popoli gallici degli Arverni e dei Sequani che combattevano gli Edui. I quali, però, con il titolo di fratelli e consanguinei del popolo romano, erano a quest'ultimo alleati.

## Le fonti
La fonte principale su questo leader e sugli eventi che lo videro protagonista è il De bello Gallico di Cesare, che è però un'opera che risente di necessità di propaganda politica. In seguito, altri storici parlarono di lui, specialmente Cassio Dione, anche se le loro narrazioni si rifacevano a quella di Cesare.

## Biografia ed eventi bellici
Ariovisto era un suebo, ma parlava molto correttamente il gallico. Aveva due mogli, una connazionale, mentre l'altra, sposata per ragioni politiche, era la sorella del re Vocione del Norico. Cesare lo definisce re dei Germani, anche se questa espressione, in latino, non lo designa per forza un monarca, ma più generalmente un capo, tant'è che la Germania era allora suddivisa tra molte entità tribali, molte delle quali non avevano nemmeno un sovrano. L'autorità di Ariovisto si estendeva quindi solo sui soldati germanici che erano venuti con lui in Gallia.

Nel 59 a.C., il Senato di Roma gli riconobbe il titolo di re e quello di amico del popolo romano su proposta dello stesso Cesare, dopo che Ariovisto aveva interrotto la sua guerra espansionistica in Gallia. Non era tuttavia chiaro che cosa il Senato intendesse con quel titolo..
Alcuni anni prima che Cesare diventasse proconsole della Gallia Narbonense, dell'Illirico e della Gallia Cisalpina (58 a.C.), le tribù galliche degli Arverni e dei Sequani avevano chiesto aiuto ad Ariovisto nella loro guerra contro il potente popolo degli Edui, con conseguenze disastrose per tutta la Gallia:
(Cesare, Bell. gall..)

## Ariovisto contro Cesare

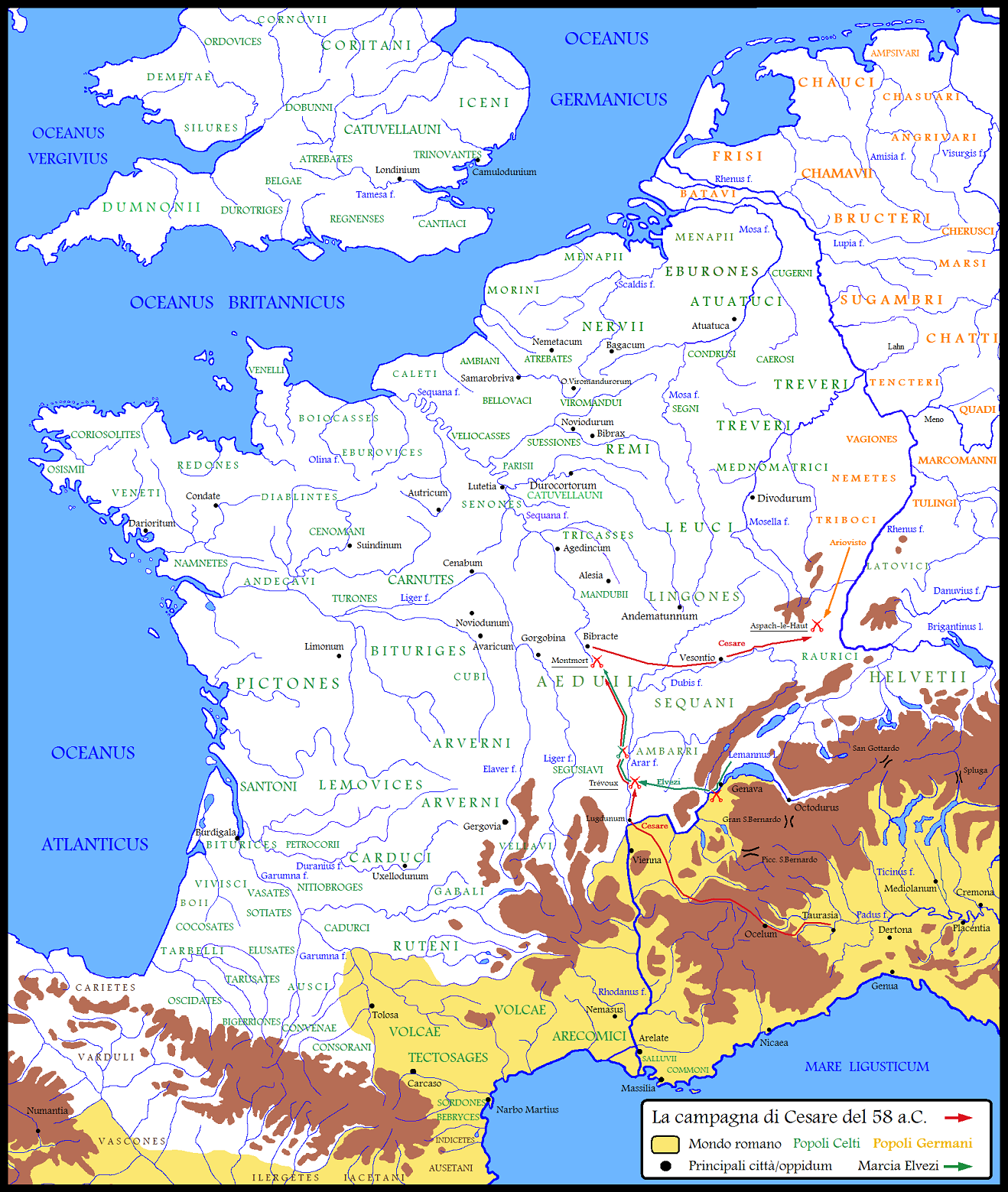
La campagna di Cesare del 58 a.C.

Di fronte a questo quadro descrittogli dall'eduo Diviziaco, nel 58 a.C. Cesare decise di agire. Come prima cosa mandò ambasciatori ad Ariovisto e chiese con lui un incontro. La risposta del germano, secondo quanto racconta Cesare, fu sprezzante: 
(Cesare, Bell. gall., I, 34,2-4.)
Di fronte a questa risposta, Cesare inviò un'altra ambasceria con la quale, redarguendolo per la sua arroganza, nonostante avesse ricevuto da Cesare e da Roma il riconoscimento del titolo di re e di quello di amico, gli pose un ultimatum: non portare altri Germani sulla sponda gallica del Reno, restituire gli ostaggi e di non recare nessun'altra offesa agli Edui e ai loro alleati. Se non avesse fatto ciò, il proconsole avrebbe agito di conseguenza.

A questo diktat Ariovisto rispose con toni ancora più accesi: 
(Cesare, Bell. gall..)

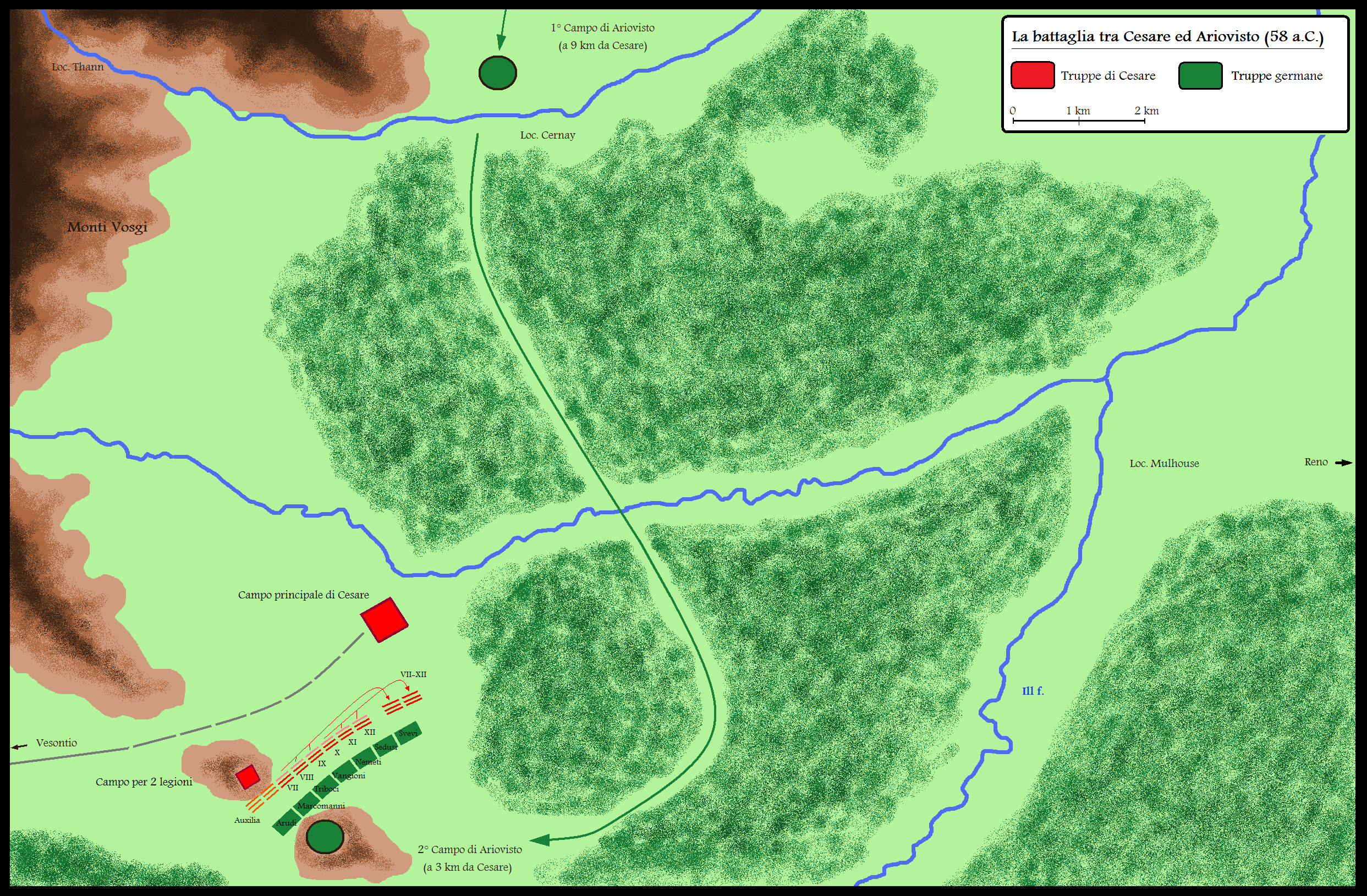
La battaglia tra Cesare ed Ariovisto presso Mulhouse del 58 a.C.

A questo punto Cesare seppe che gli arudi erano giunti in Gallia. Cesare non perse più tempo e si mosse con l'esercito contro le forze germaniche. Dopo diverse manovre, prima dello scontro finale i due si incontrarono a colloquio nei pressi di Vesontio (odierna Besançon), scortati ciascuno dalle rispettive cavallerie (per Cesare era la X legione montata a cavallo). Cesare esordì ricordando ad Ariovisto i benefici che aveva ottenuto dai romani per la loro liberalità e sottolineando l'antica e profonda amicizia che legava Roma agli Edui. Per questa ragione, Roma non poteva permettere che costoro subissero un qualche danno e fossero privati di quanto avevano. Rinnovò quindi ad Ariovisto le precedenti richieste. A questo punto il suebo rispose che lui si era recato in Gallia su richiesta dei galli, che erano stati i galli a dargli le terre che lui possedeva e che erano stati loro ad attaccarlo e non viceversa. Sottolineò anche che il tributo gli era dovuto e che se continuava a far giungere germani era per proteggersi. Ariovisto disse anche che se il titolo di amico del popolo romano doveva nuocergli, lui era pronto a ricusarlo. Il suebo chiese anche a Cesare perché Roma si intrometteva in un'area che non era di sua competenza, ma che invece era sua. Se dunque il proconsole non se ne fosse andato, Ariovisto l'avrebbe considerato un suo nemico. Cesare replicò sottolineando di nuovo il legame esistente tra Roma e gli Edui e che le vicende della Gallia erano quindi affare che lo riguardava. Mentre tra i due si svolgeva questo colloquio, la cavalleria germanica, secondo Cesare, attaccò quella romana. Cesare interruppe dunque l'incontro. Due giorni dopo, Ariovisto chiese un nuovo incontro a Cesare, che però inviò due suoi rappresentanti. Il suebo si adirò, li accusò di volerlo spiare e li fece gettare in catene
Alla fine i due eserciti si scontarono ai piedi dei Vosgi (Battaglia in Alsazia), dove l'armata di Ariovisto fu rovinosamente sconfitta: morirono a migliaia e lo stesso Ariovisto si salvò a stento, riuscendo poi a guadare il Reno.
Jérôme Carcopino ha scritto: 
(Giulio Cesare, pagg. 277-278)